# Matilde Kschessinskaya
Matilde Kschessinska (em russo:  Матильда Феликсовна Кшесинская), (19 de agosto de 1872 - 6 de dezembro de 1971) foi a primeira ballerina russa do mundo. É conhecida pelo seu envolvimento romântico com o futuro czar Nicolau II da Rússia.
Casou-se com o Grão-duque André Vladimirovich da Rússia que assumiu a paternidade do seu filho Vladimir, embora existam rumores de que o seu verdadeiro pai era, de facto, um outro Grão-duque, o primo de André, Sérgio Mikhailovich da Rússia.